# Foeroegelma
Foeroegelma (Russisch: Фуругельма) is een eiland in het zuidwestelijke deel van de Baai van Peter de Grote (Japanse Zee) op ongeveer 110 kilometer ten zuidwesten van de stad Vladivostok. Bestuurlijk gezien vormt het onderdeel van het gemeentelijk district Chasanski van de Russische kraj Primorje.

## Geografie
Foeroegelma bevindt zich nabij de grens met Noord-Korea en vormt daarmee het zuidelijkste eiland van heel Rusland. Om die reden wordt het ook wel "het laatste Russische eiland" genoemd. Het meet ongeveer 2,5 bij 1,5 kilometer en is met een maximumhoogte van 120 meter relatief laag. De kust bestaat uit rotsachtige kliffen en het eiland is omgeven door ondiepe kustwateren van minder dan 10 meter diep, waaruit rotsen omhoog steken, soms tot boven de waterspiegel. Aan westelijke zijde bevinden zich een aantal kleine baaien met een aantal rotsen die her en der uit het water opsteken.

### Klimaat
De koudste maand is januari met een gemiddelde luchttemperatuur van −11 °C en de warmste maand is augustus met een gemiddelde van 21 °C. De watertemperatuur kan in augustus oplopen tot 23 tot 25 °C.

## Geschiedenis
Op 10 mei 1854 werd het eiland voorbijgevaren en beschreven door de bemanning van het Russische fregat Pallada en vernoemd naar de Fins-Russische kapitein van het transportschip Knjaz Mensjikov; Johan Hampus Furuhjelm (Russisch: Ivan Foeroegelm), die voer voor de Russisch-Amerikaanse Compagnie.
Na 1922, toen een netwerk van visserijkolchozen en -sovchozen werd opgezet, werden ook een aantal visserijvoorzieningen op het eiland geplaatst. De ontwikkeling maakte een grotere groei door toen er een boerderij met wilde dieren werd opgezet, waar voor het eerst blauwe nertsen werden gefokt. De aanwezigheid van deze uitheemse diersoort zorgde er echter voor dat bijna alle lokale vogels werden gedood. De nertsenfokkerij werd opgegeven, maar pas na een lange periode herstelde de vogelpopulatie zich van deze slag.
Nadat de relaties met Japan waren verslechterd werd begonnen met de bouw van kustverdedigingswerken op het eiland. Er kwamen kustbatterijen en er werden anti-landingsversterkingen aangelegd. Tijdens de Koreaanse Oorlog bleven deze installaties in volle paraatheid. Tegen het einde van de jaren 1970 werd het militaire garnizoen op het eiland echter opgeheven en verdwenen zodoende de laatste bewoners van het eiland. Op 24 maart 1978 werd het eiland opgenomen in het natuurreservaat Dalnevostotsjny Morskoj.

## Natuur
Het eiland staat bekend om haar zeevogelkolonies, waaronder een kolonie zwartstaartmeeuwen (Larus crassirostris) van ongeveer 50.000 exemplaren; de grootste ter wereld. Ernaast bevindt zich een kolonie brilzeekoeten (Cepphus carbo) en dikbekzeekoeten (Uria lomvia). Het eiland vormt ook een rustplaats voor trekvogels uit de Rode Lijst van de IUCN, waaronder stormvogels, zeearenden, jagers en Ross' meeuwen. In totaal zijn ruim 300 vogelsoorten op het eiland geregistreerd, waaronder 80 nestelende; een diversiteit die binnen Rusland ongekend is - ze wordt zelfs niet aangetroffen binnen de Wolgadelta. Soorten uit het Rode Boek van Rusland omvatten de Japanse en witnekkraanvogel, de monniksgier, de Europese zeearend, de steenarend en de slechtvalk. Ook de grootste kolonie Japanse aalscholvers ter wereld bevindt zich op het eiland. In mei ein juni leven in totaal ongeveer 100.000 vogels op het eiland.
De enige zoogdieren op het eiland zijn de veldmuis en de Chinese woelmuis. De (op het land levende) reptielen op het eiland bestaan uit een klein aantal Amphiesma vibakari (Japanse slangensoort) en steppeslangen.
Op de Michelsonrotsen niet ver van het eiland leven zeehonden. Deze zijn niet bekend met mensen en daardoor niet schuw en laten zich eenvoudig fotograferen. Op de zandige bodem van de baaien van het eiland bevinden zich kolonies van sint-jakobsschelpen, de grootste van de kraj Primorje.